# La Côte-d'Arbroz
La Côte-d'Arbroz és un municipi francès situat al departament de l'Alta Savoia i a la regió d'Alvèrnia-Roine-Alps. L'any 2007 tenia 241 habitants.

## Demografia

### Població
El 2007 la població de fet de La Côte-d'Arbroz era de 241 persones. Hi havia 99 famílies de les quals 28 eren unipersonals (21 homes vivint sols i 7 dones vivint soles), 28 parelles sense fills, 32 parelles amb fills i 11 famílies monoparentals amb fills.
La població ha evolucionat segons el següent gràfic:
Habitants censats

### Habitatges
El 2007 hi havia 332 habitatges, 102 eren l'habitatge principal de la família i 229 eren segones residències. 181 eren cases i 150 eren apartaments. Dels 102 habitatges principals, 62 estaven ocupats pels seus propietaris i 40 estaven llogats i ocupats pels llogaters; 9 tenien una cambra, 19 en tenien dues, 20 en tenien tres, 21 en tenien quatre i 33 en tenien cinc o més. 87 habitatges disposaven pel capbaix d'una plaça de pàrquing. A 45 habitatges hi havia un automòbil i a 52 n'hi havia dos o més.

### Piràmide de població
La piràmide de població per edats i sexe el 2009 era:
| Homes | Edats   | Dones |
| ----- | ------- | ----- |
| 0     | 95 o +  | 0     |
| 0     | 90 a 94 | 0     |
| 0     | 85 a 89 | 0     |
| 0     | 80 a 84 | 4     |
| 8     | 75 a 79 | 0     |
| 4     | 70 a 74 | 8     |
| 4     | 65 a 69 | 8     |
| 4     | 60 a 64 | 8     |
| 4     | 55 a 59 | 4     |
| 0     | 50 a 54 | 0     |
| 4     | 45 a 49 | 4     |
| 0     | 40 a 44 | 0     |
| 12    | 35 a 39 | 16    |
| 4     | 30 a 34 | 12    |
| 12    | 25 a 29 | 8     |
| 0     | 20 a 24 | 0     |
| 0     | 15 a 19 | 0     |
| 8     | 10 a 14 | 12    |
| 8     | 5 a 9   | 8     |
| 8     | 0 a 4   | 8     |

## Economia
El 2007 la població en edat de treballar era de 163 persones, 132 eren actives i 31 eren inactives. De les 132 persones actives 127 estaven ocupades (75 homes i 52 dones) i 6 estaven aturades (5 homes i 1 dona). De les 31 persones inactives 12 estaven jubilades, 12 estaven estudiant i 7 estaven classificades com a «altres inactius».

### Ingressos
El 2009 a La Côte-d'Arbroz hi havia 88 unitats fiscals que integraven 223 persones, la mediana anual d'ingressos fiscals per persona era de 16.186 €.

### Activitats econòmiques
Dels 26 establiments que hi havia el 2007, 3 eren d'empreses de construcció, 1 d'una empresa de comerç i reparació d'automòbils, 12 d'empreses d'hostatgeria i restauració, 2 d'empreses immobiliàries, 4 d'empreses de serveis, 3 d'entitats de l'administració pública i 1 d'una empresa classificada com a «altres activitats de serveis».
Dels 3 establiments de servei als particulars que hi havia el 2009, 2 eren restaurants i 1 agència immobiliària.
L'any 2000 a La Côte-d'Arbroz hi havia 5 explotacions agrícoles.

## Equipaments sanitaris i escolars
El 2009 hi havia una escola maternal.

## Poblacions més properes
El següent diagrama mostra les poblacions més properes.